# Batá (Trommel)

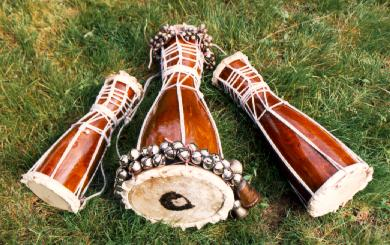
Batá-Trommeln (von links): Okónkolo, Iyá, Itótele

Batá ist eine zweifellige Sanduhrtrommel oder konische Trommel in der Kultmusik der Yoruba in Nigeria und Benin, die auch in der afroamerikanischen Santería-Religion in der Karibik verwendet wird.
Besonders bekannt sind die batá der Lucumí, den Nachfahren der Yoruba auf Kuba. Sie erklingen vorwiegend zu feierlichen Zeremonien zu Ehren afrikanischer Gottheiten, werden jedoch seit den 1950er Jahren auch außerhalb religiöser Anlässe gespielt. Gilberto Valdes, Alejandro García Caturla und andere kubanische Komponisten brachten sie ins Sinfonieorchester. Auch afrokubanische Jazzgruppen wie Irakere und Síntesis verwenden batá-Trommeln.
Dabei kommen in Kuba immer drei unterschiedlich große und von beiden Seiten bespielbare Trommeln zum Einsatz. Iyá (Mutter), die größte und tiefste Trommel wird vom erfahrensten Trommler geschlagen. itólele ist die mittlere und okonkolo die kleinste Trommel, die die höchste Tonlage erzeugt. Sie liegen den Spielern waagerecht auf dem Schoß und werden mit den Händen bespielt.
Die batá sind sehr eng mit dem Santería-Glauben und der Mythologie der Yoruba verbunden. Nach den Lucumí sind diese Trommeln lebendig und „sprechen“ zu ihren Hörern in Klängen. Sie glauben, die Trommeln seien Gefäße des göttlichen Geheimnisses (añá).
Um den für religiöse Zeremonien vorgesehenen Instrumenten schon bei der Herstellung und Verarbeitung „spirituellen Odem einzuflößen“, werden spezielle Verfahren angewandt. So dürfen beispielsweise weder Feuer noch Wärme an das Holz kommen, um es zu biegen. Die „Weihe“ der Instrumente ist ein an den Gott Changó gerichtetes Ritual mit exakt vorgegebenen Regeln. Ungeweihte Personen dürfen die geweihten Trommeln nicht berühren.